# Era Pica
Era Pica és una muntanya de 2.035 metres que es troba entre els municipis de Canejan, a la comarca de la Vall d'Aran i França.